# Detachment
Detachment (en España, El profesor. En Hispanoamérica, Indiferencia) es una película estrenada en 2011 y, en España, el 31 de octubre de 2012. Pertenece al género drama. Fue dirigida por Tony Kaye y producida por Adrien Brody, quien además es protagonista de este film. Actúan también James Caan, Marcia Gay Harden y Christina Hendricks.
La fotografía y el desarrollo de la película en etapas retrospectivas fueron dirigidos por el mismo Kaye, cuyo estilo recuerda al de Stanley Kubrick.[cita requerida]

## Argumento
Un profesor llamado Henry Barthes (Adrien Brody) es contratado para una sustitución en una escuela donde predominan muchachos con serios problemas de adaptación en la sociedad y la realidad. El aula en sí es un infierno para Barthes. Henry posee un auténtico don para conectar con los alumnos, pero prefiere ignorar su talento. Al trabajar solo sustituciones, nunca permanece bastante tiempo en un instituto como para mantener una relación afectiva con sus alumnos o sus compañeros. Cuando llega a este instituto donde una frustrada administración ha conseguido volver totalmente apáticos a los alumnos, Henry no tarda en convertirse en un ejemplo a seguir para los adolescentes.
En su primera clase el profesor logra dominar con una aparente indiferencia una situación muy difícil con un adolescente que lo desafía delante de todos, ganándose paulatinamente el respeto de todos los de su clase por su valentía y honestidad. 
Barthes además tiene en una clínica a su anciano abuelo enfermo, que alucina en los días previos a su muerte y se tortura psicológicamente por la muerte por sobredosis de su hija, madre de Barthes. Barthes recuerda esa muerte por ser testigo presencial. Barthes es un buen hombre, pero es un personaje solitario.
Barthes, de camino a la clínica, conoce en la calle a una prostituta adolescente llamada Erika (Sami Gayle) y decide rescatarla de la calle, llevarla a su apartamento y ayudarla intentando salvarla de la miseria de las calles. Ella acepta los cuidados de Henry, y finalmente se enamora de su benefactor, lo que le va a traer problemas ya que ha avisado a Asuntos Sociales, quienes la llevan a un centro para menores.
Por otro lado, la profesora del colegio, Sarah Madison, insinúa una relación con Barthes. Esto le da un ligero bálsamo a su insípida existencia.
Logra una conexión emocional con su alumnado, con el resto del profesorado y con Erika.
La situación se complica cuando una alumna, Meredith, se obsesiona con Barthes y lo abraza efusivamente en la sala, siendo sorprendidos por Sarah, quien cree que Barthes está cometiendo acoso sexual. La situación se tornará aún más oscura cuando Meredith tome una crucial determinación al saber que Barthes termina la sustitución.
Gracias a todas estas personas se va dando cuenta de que no está solo en su desesperada búsqueda de la belleza en un mundo aparentemente falto de amor y lleno de maldad.

## Director
Tony Kaye (8 de julio de 1952) es un director británico de películas, música, vídeos, anuncios y documentales. En sus comienzos este director tenía un amplio conocimiento de vídeos musicales, lo cual le llevó a la creación de "Runaway Train" de Soul Asylum, con el cual ganó un Grammy, "Dani California" de Red Hot Chili Peppers, "What God Wants" de Roger Waters, y "Help Me" y "God's Gonna Cut You Down" de Johnny Cash. Kaye ha estado nominado 6 veces a mejor director de vídeo musical.  En el cine debutó con “American History X” (1998) con la que fue nominado por la Academia de Premios a mejor director.  En 2006 creó el documental “Lake of fire”. Esta película fue nominada a un Óscar, nominada a mejor documental en los Independent Spirit Awards, Chicago Film Critics Association Awards, y the Satellite Awards. La película le llevó 18 años. Otras de sus creaciones fueron “Black Water Transit” y “The Detachment” protagonizada por su hija Betty Kaye, es un drama sobre la decadencia del sistema de enseñanza en las escuelas secundarias de Estados Unidos.

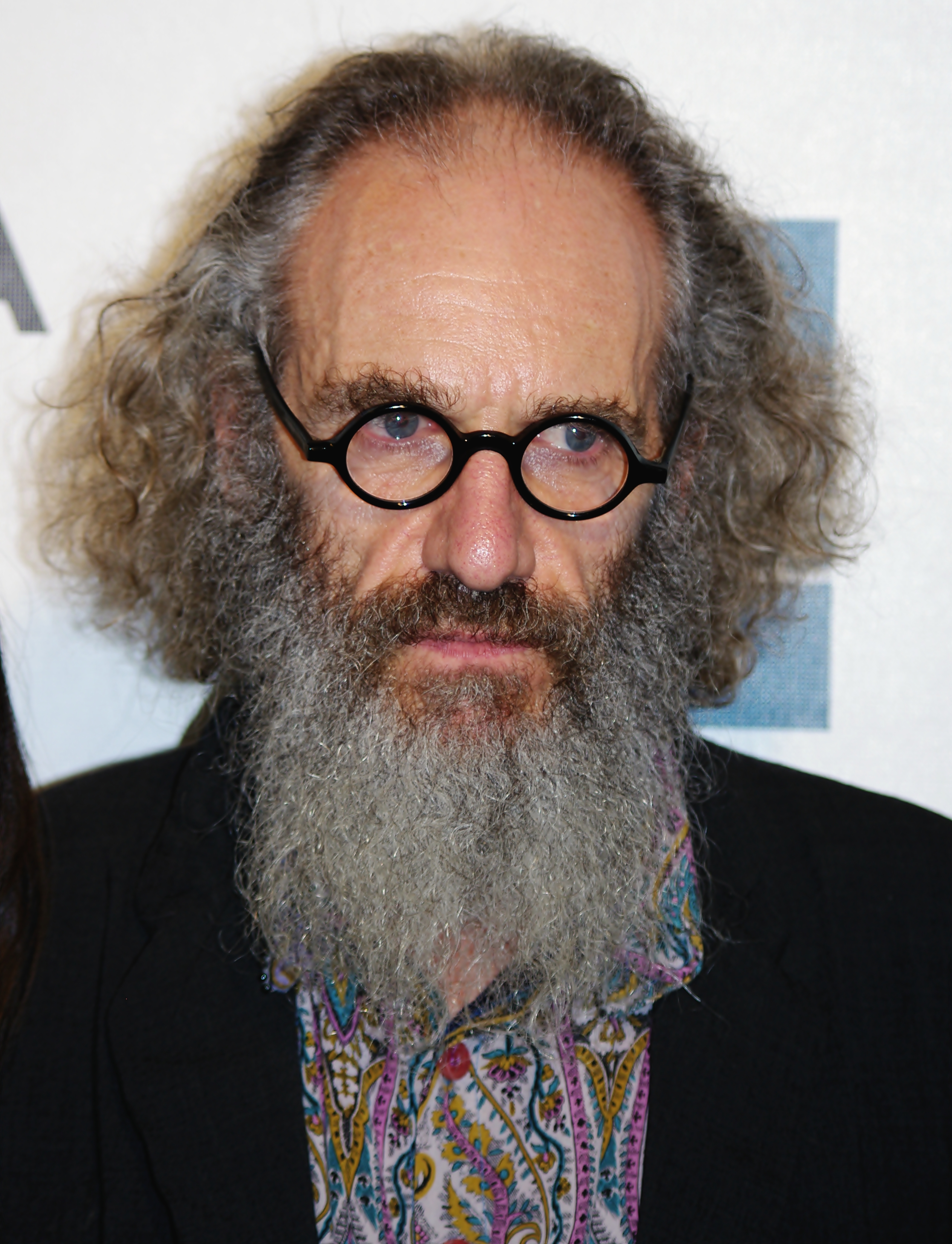
Tony Kaye, director de la película.

## Banda sonora
El álbum de la banda sonora incluye canciones compuestas por The Newton Brothers. Actualmente la banda sonora está disponible para ser descargada en varias plataformas, donde también se pueden escuchar clips de las canciones.
La lista de canciones es:
1. Main Titles (feat. Taylor Eigsti)
2. Before Class
3. Henry Meets Ms. Madison
4. Have You Been Raped?
5. Student Chaos
6. Turning Tricks
7. Teen Angst
8. Teacher Pets
9. Faculty Meeting
10. A Date With Ms. Madison
11. Montage of Everyone’s Lives
12. Principal Dearden
13. Henry Barthes
14. A Faceless Man
15. Grandpa
16. Henry Mourning
17. These Kids Don’t Need Me
18. How Patricia Died
19. Meredith Baking
20. Social Services
21. Parent Teacher Night
22. Cupcakes That Frown
23. Meredith
24. Henry & Erica Resolve (feat. Taylor Eigsti)
25. The House of Usher (feat. Taylor Eigsti)
26. I Gotta Blame Myself – Tony Kaye
27. Henry Barthes Movement 1 (Noise Sessions)
28. Henry Barthes Movement 2 (Noise Sessions)
29. Henry Barthes Movement 3 (Noise Sessions)
30. Henry Barthes Movement 4 (Noise Sessions)

## Premios
La película recibió dos premios en el festival de Deauville, el primero de ellos el de la crítica internacional, y el segundo el de la revelación Cartier.

## Información adicional

### Curiosidades

#### Un director estilizado
Aunque Tony Kaye no considera su trabajo como estilizado, reconoce haber intentado buscar una estética particular. Con Detachment, su objetivo era procurar que transmitir un ambiente de verosimilitud y que las situaciones fueran tan espectaculares como auténticas. Para llevarlo a cabo, intentó captar las emociones afectivas: «La gente llora, se encoleriza, cuchichea, ama y odia. Simplemente trato de utilizar un microscopio, un telescopio y un radar para explorar la mente y la moral de los individuos que tengo delante de las cámaras», nos cuenta Tony Kaye.

#### Tono documental
A veces Detachment parece un documental, como por ejemplo cuando combina los títulos de crédito con los dibujos del cineasta Tony Kaye y las confesiones de verdaderos profesores que cuentan de manera anónima su experiencia al enseñar.

#### Cuestiones sociales
Tal como sucedía en sus largometrajes precedentes, el director Tony Kaye aborda de nuevo cuestiones sociales en su nueva película. Mientras que American History X se centraba en el racismo y Lake of Fire en el aborto, Detachment analiza el tema de la educación. La película también intenta otorgar una importancia crucial al seno familiar.

#### Un reparto variado
El reparto de Detachment reúne tanto a actores reconocidos (Adrien Brody, James Caan, Lucy Liu, Christina Hendricks) como recién llegados (Betty Kaye, etc.). Después de tres años preparando el proyecto, Tony Kaye pensaba que su hija Betty era la ideal para interpretar el papel de Meredith. Explica su elección, revelando que: «Betty no se parece en nada a Meredith en la realidad. Tiene confianza en ella, es muy fuerte y determinada a tener éxito en la vida. Pero tuvo una existencia difícil. Abandoné a mi familia cuando era muy joven. Fui muy egoísta. Betty tenía cinco años y lo pasó muy mal. Pienso que esto verdaderamente se percibe en su interpretación». Aun así Kaye tuvo sus dudas de dar a conocer su decisión, ya que temía ser acusado de favorecer a sus allegados.

### Estreno, año de creación y lugar de rodaje.
La película fue estrenada por primera vez en Estados Unidos el 16 de marzo de 2012. En España se estrenó el 31 de octubre de 2012.
El año en el que se rodó fue el 2011 en EE. UU.

## Críticas
"Un largometraje que vuela como una mariposa en pantalla y pica como una avispa en el cerebro."
Antonio Trashorras: Fotogramas
"Un tono caprichoso, grandilocuente y gritón, a base de cámaras rápidas, grandes angulares deformantes y un cierto regodeo en la carnaza (...) una película en el alambre del ridículo."
Javier Ocaña: Diario El País
"Con un esforzado Adrien Brody tratando de engranar una narración a ratos excesiva y fragmentada, el intento de Kaye no acaba de formarse en discurso global (...) Tiene demasiado de todo pero, al final, convence."
Eduardo Galán: Cinemanía (El Mundo)
"Kaye tiene un enorme talento. Y "Detachment" lo demuestra, incluso con la sobrecarga de trucos que nos sacan de la historia (...) Pero con Brody en el corazón de la tormenta, "Detachment" te llega. Golpea duro."
Peter Travers: Rolling Stone
"Tiene unas interpretaciones increíbles, pero "Detachment" es quizá demasiado pretenciosamente deprimente intentando ser así menor."
Angie Errigo: Empire